# Gravata borboleta (biologia)

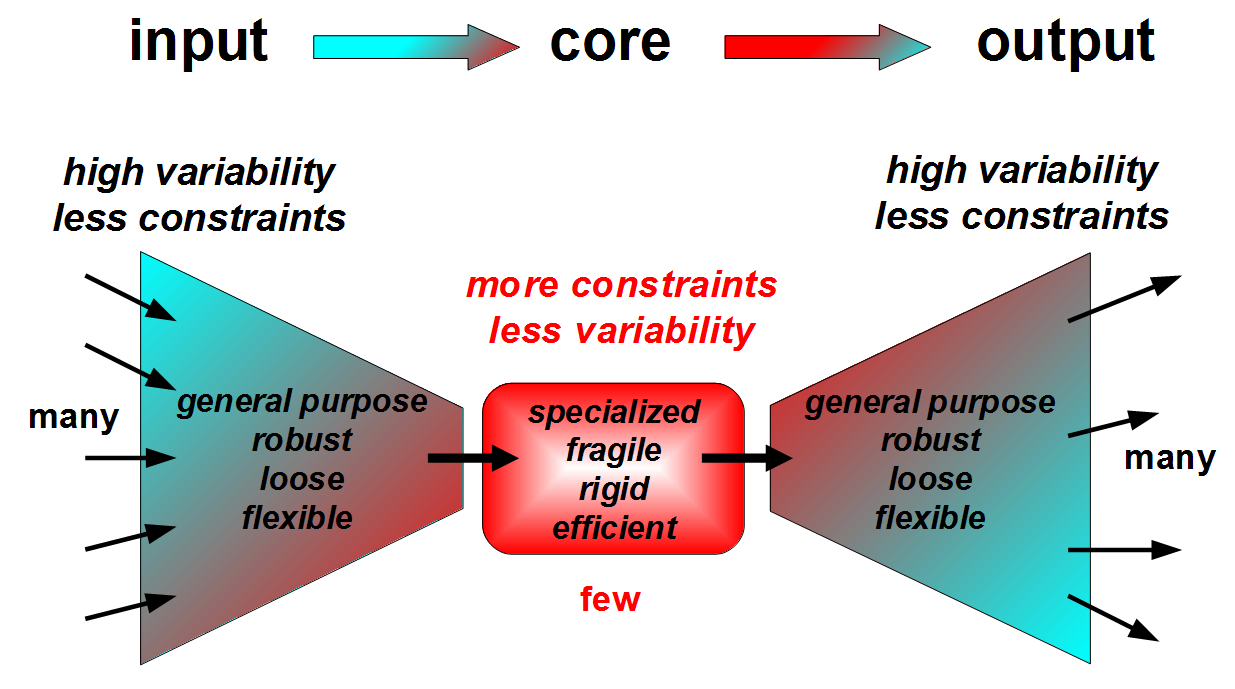
Esquema de uma arquitetura geral de gravata borboleta

Nas ciências biológicas, o termo gravata borboleta (assim chamado por sua forma) é um conceito recente que tenta apreender a essência de algumas estruturas operacionais e funcionais observadas em organismos biológicos e outros tipos de sistemas complexos e auto-organizados. Em geral, as arquiteturas de gravata borboleta referem-se a estruturas ordenadas e recorrentes que muitas vezes fundamentam sistemas tecnológicos ou biológicos complexos, e que são capazes de conferir-lhes um equilíbrio entre eficiência, robustez e evolubilidade. Em outras palavras, as "gravatas" são capazes de levar em conta uma grande diversidade de inputs (em direção ao nó), apresentando uma diversidade bem menor nos protocolos e processos (o nó) capazes de elaborar esses inputs, e por fim uma diversidade extremamente heterogênea de saídas (saindo da gravata borboleta). Estas arquiteturas gerem assim uma vasta gama de entradas através de um núcleo (nó) constituído por um número limitado de elementos. Nessas estruturas, os inputs são encaminhados para uma espécie de funil, em direção a um núcleo "síntese", onde podem ser devidamente organizados, processados e gerenciados por meio de protocolos, e de onde, por sua vez, uma variedade de outputs, ou respostas, se propagam.
De acordo com Csete e Doyle,  as gravatas-borboleta são capazes de organizar fluxos de massa, energia e sinais em uma estrutura geral que forçosamente lida com um ambiente altamente flutuante e "desleixado". Em uma perspectiva biológica, uma gravata borboleta gerencia um grande leque de estímulos, é responsável por um núcleo "comprimido" e expressa novamente um grande leque de fenótipos possíveis, produtos de metabólitos ou – mais geralmente – módulos reutilizáveis. Arquiteturas de gravata borboleta foram observadas na organização estrutural em diferentes escalas de organismos vivos e em evolução (por exemplo, rede de metabolismo bacteriano), bem como em sistemas tecnológicos e dinâmicos (por exemplo, a Internet). Os laços-borboleta parecem ser capazes de mediar trade-offs entre robustez e eficiência, ao mesmo tempo em que garantem ao sistema a capacidade de evoluir. A arquitetura da gravata borboleta é uma das várias estruturas diferentes e princípios de funcionamento que a matéria viva emprega para alcançar a auto-organização e a exploração eficiente dos recursos disponíveis.